# Hector Hodler
Hector Hodler (* 1. Oktober 1887 in Genf; † 31. März 1920 in Leysin) war der Sohn des Schweizer Malers Ferdinand Hodler. 1908 gehörte er zu den Gründern des Esperanto-Weltbundes.

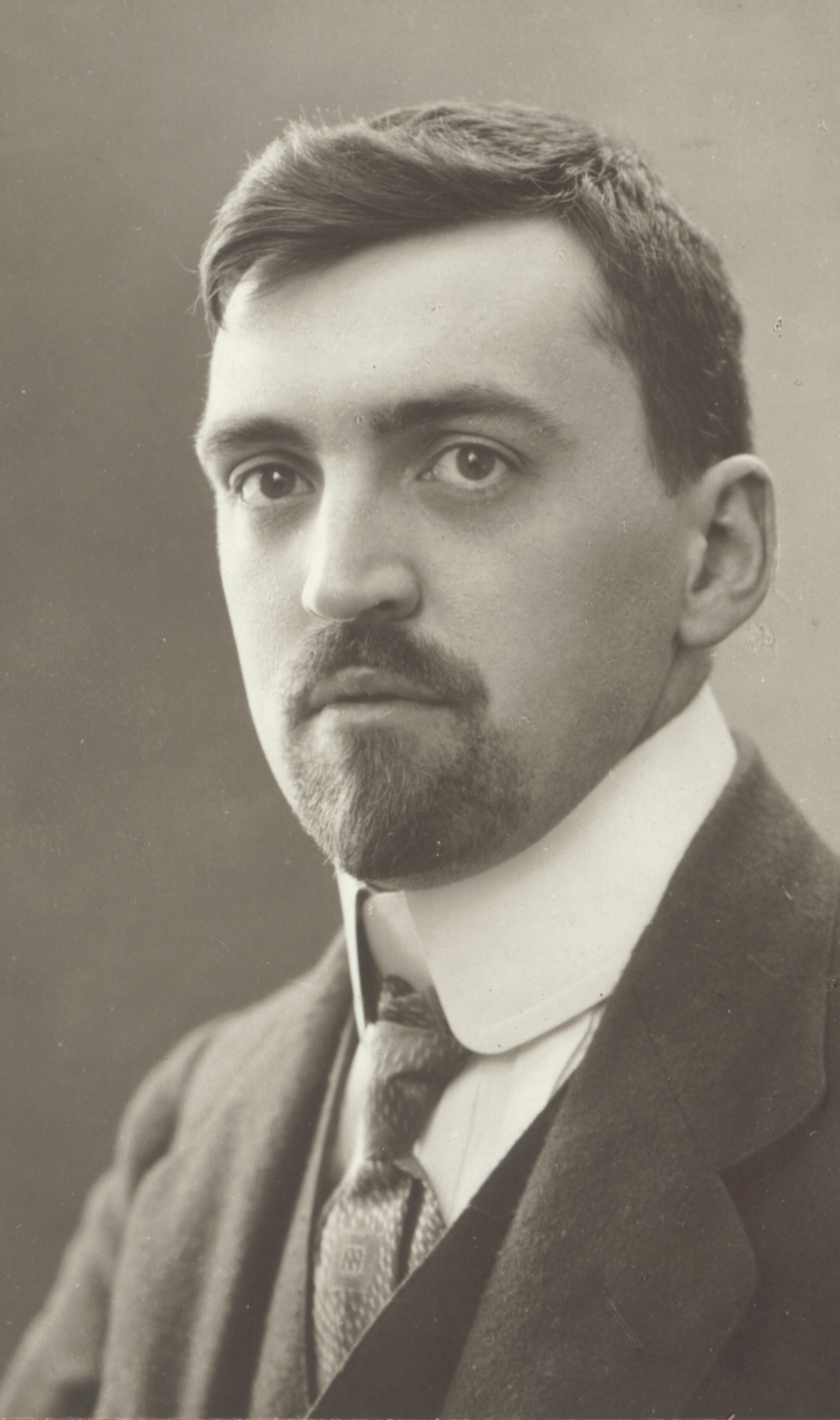
Hector Hodler (1917)

## Leben
Hector litt unter den Streitigkeiten seiner Eltern und lenkte sich durch die Aneignung von Wissen ab. Schon als 12-Jähriger soll er den ganzen Zola gelesen haben. Seinem Vater musste er Modell stehen.
Mit 14 Jahren erlernte er Esperanto, zusammen mit seinem Schulfreund Edmond Privat, einem späteren Journalisten und Historiker. Sie gründeten noch 1903 die Esperanto-Jugendzeitschrift Juna Esperantisto.
Ab 1907, nachdem Hodler die Zeitschrift Esperanto aufgekauft hatte, engagierte er sich für die Gründung einer internationalen Esperanto-Organisation. So entstand 1908 der Esperanto-Weltbund. Hodler wurde der erste Direktor, Vorstandsmitglied und redigierte weiterhin seine Zeitschrift.
Während des Ersten Weltkrieges verstärkte sich sein Interesse für die internationale Politik.
Hector Hodler starb am 31. März 1920 in einem Sanatorium in Leysin an Tuberkulose, nur zwei Jahre nach dem Tod seines Vaters. Hodler hinterließ dem Esperanto-Weltbund einen großen Teil seines beträchtlichen Vermögens, die Zeitschrift Esperanto sowie seine Esperanto-Bibliothek. Sie trägt heute seinen Namen (Bibliothek Hector Hodler, Rotterdam) und gehört zu den größten Esperanto-Bibliotheken der Welt.